# عبد الكريم المنشي
الحافظ محمد عبد الكريم أو عبدول (1863 - أبريل 1909)، والمعروف باسم «المنشي»، كان معلم الملكة فيكتوريا. خدمها خلال السنوات الأربع عشرة الأخيرة من حكمها، حيث اكتسبت عاطفة الأمومة خلال ذلك الوقت.
ولد كريم نجلا لمساعد مستشفى بالقرب من جانسي في الهند البريطانية. في عام 1887، عام اليوبيل الذهبي لفيكتوريا، كان كريم واحدًا من هنديين تم اختيارهما ليصبحا خدما للملكة. فيكتوريا أعجبت به كثيرًا وأعطته لقب «مونشي» أي («الكاتب» أو «المعلم»). عينته فيكتوريا ليكون سكرتيرتها الهندي، أغدقت عليه الملكة المراتب الشرفية، وأقطعته أرضا له في الهند.
أدت العلاقة الأفلاطونية الوثيقة بين كريم والملكة إلى احتكاك مع داخل الأسرة الملكية، حيث شعر أفرادها أنهم أعلى مكانة منه. أصرت الملكة على اصطحاب كريم معها في رحلاتها، مما أثار جدالاً بينها وبين الحاضرين الآخرين. بعد وفاة فيكتوريا في عام 1901، أعاد خليفتها، إدوارد السابع، كريم إلى الهند وأمر بمصادرة وتدمير مراسلات مونشي مع فيكتوريا. عاش كريم بعد ذلك بهدوء بالقرب من أغرة، في العقار الذي رتبته فيكتوريا له، حتى وفاته عن عمر يناهز 46 عامًا.

## سيرته
الحافظ محمد عبد الكريم ، ولد عام 1863 كان معلم الملكة في ال 15 سنه الأخيره من حياتها. ولد في مدينة جهانزي الواقعة في الهند البريطانيه التي تحكمها الملكة فكتوريا،
احتفت الإمبراطورية البريطانية عام 1887 بحصول الملكة فيكتوريا على اليوبيل الذهبي. احتفلت فيكتوريا بمرور خمسين عامًا على توليها العرش في العشرين من يونيو عن طريق عمل مأدبة ودعوة خمسين من الملوك والأمراء. وفي اليوم التالي، شاركت فيكتوريا في مسيرة وحضرت صلاة الشكر في دير وستمنستر. وفي هذه الفترة حازت فيكتوريا على شهرة واسعة. عينت فيكتوريا مسلمَين هنديين لشغل وظيفة النادل في الثالث والعشرين من يونيو، وكان من ضمنهم شخص يُدعى عبد الكريم. وسريعًا ما تمت ترقيته ليصبح «منشئ» وقام بتعليمها الهندوستانية وعمل ككاتبًا. فُزعت عائلة الملكة فيكتوريا وخدمها واتهموا عبد الكريم بالتجسس لصالح الرابطة الإسلامية الوطنية وقاموا بتحريض الملكة على الهندوس. اكتشف فريدريك بونسونبي (نجل السير هنري) أن المنشئ لم يتحر الصدق بخصوص نسبهِ، فأخبر اللورد إلجين –نائب الملك الهندي- بالتشابه بين ما يفعله المنشئ وما اعتاد جون براون أن يفعله. تجاهلت فيكتوريا هذه الادعاءات واعتبرتها بدافع التحيز العنصري. وظل عبد الكريم في خدمة فيكتوريا إلى أن عاد إلى بلاده الهند بعد أن تمت إحالته على المعاش بعد وفاتها.

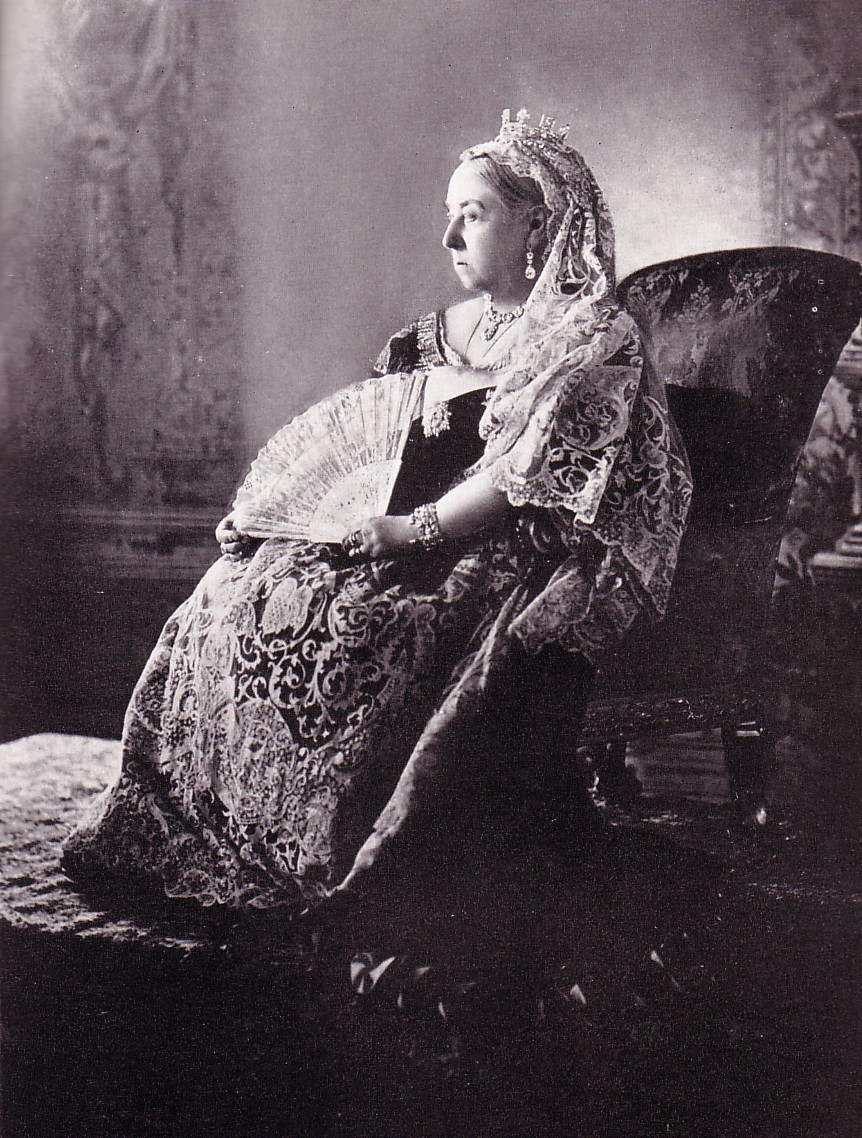
الصورة الرسمية لفيكتوريا في اليوبيل الماسي داوني

بتأثير من عبد الكريم (وزير شؤون الهند لدى الملكة) أصبح الهنود المسلمون يعاملون بطريقة أفضل كثيراً مما يعامل الهندوس، وكان هذا الفرق في المعاملة سبباً من أسباب إندلاع العنف الذي أدى لاحقاً إلى تقسيم الهند
كانت الملكة تبيت مع عبد الكريم وحدهما في القصر الذي خصصته له، وذات مره مرض فأمرت طبيبها الخاص بمعالجته وكانت تزوره في غرفة نومه مرتين في اليوم لتطببه بنفسها وتعدل وسائده وتتأكد من وضعه
عام 1890 أمرت الملكة رسامها هاينريش فون أنجلي برسم بورتريت لعبد الكريم وضعته في مكتبها، وكانت تعرف أن البلاط والعائلة المالكه لن يرحموا عبد الكريم بعد رحيلها لهذا قامت بمنحه إقطاعية أرض في الهند وراتب 600 روبيه سنوياً
في العام 1894 كانت الملكة قد أمرت بمنح والد عبد الكريم التقاعد مع مرتبة شرف مضاف إليها لقب شرف هو: خان بهادور. نائب الملكة في الهند علّق على الأمر بقوله: كل هذا لممرض؟ لا أحد يغامر بهكذا تكريم حتى مع طبيب
كانت الملكة فكتوريا تصطحب ضيفاتها من الملكات والأميرات لزيارة بيت عبد الكريم والتحدث إلى زوجته وأمها، زوجته كانت سمينه وسمراء بلون الشكولاته، ترتدي خواتم مرصعه، وخواتم في أقدامها، وخواتم على انفها، وخاتم فيروزي في إبهامها، وكل جزء من جسمها مربوط بالسلاسل والأساور والحلقات وهناك وردة كبيرة على رأسها، وأقراط كبيره تتدلى من أذنيها، وثيابها من الحرير والساتان، لكن مفاهيمها للحياة محدوده ولغتها الإنكليزيه ضعيفه. طبيب الملكة لم يشاهد زوجة عبد الكريم وحين كانت تمرض ويريد فحصها بإخراج لسانها، كانت تخرجه له من وراء النقاب
عام 1892 كانت الملكة تستعد مع طاقم بلاطها لعمل جوله أوربيه، إحدى وصيفاتها ذهبت إلى عبد الكريم وطلبت منه أن لا يرافقهم في تلك الرحلة وأخبرته أنه إذا فعل فهم سيستقيلون من وظائفهم، حين سمعت الملكة بالحكاية ثارت وضربت المائدة أمامها ونثرت كل محتوياتها على الأرض وأصرت على وجود عبد الكريم في الفريق المغادر، حين وصلوا إلى إيطاليا وتم تقديم عبد الكريم إلى ملك إيطاليا أمبرتو الأول نشرت إحدى الصحف الإيطاليه تقول: لم يفهم الملك سبب وجود هذا الهندي في طاقم البلاط، لكن الرأي العام في إيطاليا يعتقد أن هذا هو الأمير الهندي الأسير الذي تسحبه الملكة معها للتذكير بأنها ملكة على الهند
عبد الكريم إستغل منصبه لأنه مفضل عند الملكة، مما تسبب في استياء البلاط، الذي لم يكن يرى في عبد الكريم غير عشيق جديد إحتل مكان العشيق القديم جون براون، وكان الأمراء والأميرات أولاد وبنات الملكة ورئيس الوزراء يعربون عن مخاوفهم من جشع عبد الكريم، ومخاوفهم من تصرفات الوالده التي رفضت الإستماع إليهم وكانت غاضبة منهم بشأنه على الدوام وتراه نوعاً من الحيوانات الأليفه مثل القط والكلب ولن تتخلى عنه عن طيب خاطر
كان البلاط يشك أن عبد الكريم ربما يكون جاسوساً على الملكة لأنه يطلع على أوراقها وملفاتها ومراسلاتها السرية، ويخشى مستشارو فيكتوريا من ارتباط عبد الكريم مع (رافي الدين أحمد) وهو ناشط سياسي هندي مقيم في لندن كان مرتبطا بالرابطة الوطنية الإسلامية. وشكًوا في أن أحمد استخرج معلومات سرية من عبد الكريم لتمريرها إلى أمير أفغانستان عبد الرحمن خان وقت الحرب بين بريطانيا وأفغانستان
في العام 1896 أحضر عبد الكريم معه الطفل محمد ابن شقيقه إلى منزله في لندن ولم يكن لدى عبد الكريم أطفال. لهذا قامت الملكة فيكتوريا بالإيعاز إلى طبيبة نسائيه لفحص زوجة عبد الكريم، كما كان الزوجان يحاولان الإنجاب دون نجاح. وبعد الفحص قرر طبيب الملكة ان عبد الكريم مصاب بالسيلان
حذر الطبيب الملكة من أن تعلقها بعبد الكريم أدى إلى تساؤلات حول سلامتها العقليه ولهذا ففي أواخر عام 1898 تم الانتهاء من شراء عبد الكريم لقطعة أرض مجاورة للقطعه التي منحته إياها الملكة وأصبح رجلا ثرياَ. وسأل الملكة أن تمنحه لقب (قائد فرسان) لأمر الإمبراطوريه الهنديه، فهاج لذلك كل من البلاط البريطاني ورئيس وزرائه مما أضطر الملكة إلى منحه لقب (آمر) وهي رتبه وسيطه بين قائد وفارس.

## نهايته
بعد وفاة فيكتوريا ابنها إدوارد السابع تسلم العرش فطرد عبد الكريم وجميع الهنود من البلاط وأعادهم إلى الهند. ولم يسمح لعبد الكريم بإلقاء نظره على جثة فيكتوريا قبل إغلاق النعش، أو أن يسير في جنازتها وتم حرق جميع الرسائل والتذكارات التي كتبتها فكتوريا لعبد الكريم.. بأمر إدوارد
في العام 1909 توفي عبد الكريم في منزله في الهند، كانت له زوجتان ولم يكن لديه أولاد. دفن في ضريح له قبة كبيره إلى جانب والده. الملك أدوارد السابع أرسل مفوضاً إلى بيت كريم للبحث عن أي متعلقات أو مراسلات بين عبد الكريم والملكة الراحلة أو العائلة المالكه ومصادرتها وإرسالها إلى الملك
وبما أن عبد الكريم لم يكن له أطفال فقد ورث أبناء أخته وأقاربه ثروته وممتلكاته واستمروا العيش في الهند حتى تقسيمها عام 1947 حيث هاجروا إلى باكستان، وصادرت الحكومة الهنديه أملاك عبد الكريم ووزعتها على اللاجئين الهندوس القادمين من باكستان.

## في الفن
فيكتوريا وعبدول (بالإنجليزية: Victoria and Abdul) هو فيلم أمريكي انتج سنة 2017، يروي الفيلم عن نشأة صداقة بين خادم هندي يدعى عبدول أو (عبدول كريم) أو كريم، وملكة بريطانيا الملكة فيكتوريا حيث يصبح خادمها وصديقها معلمها ومرشدها المخلص. وكان من طاقم التمثيل: جودي دينش وعلي فضل وإدي آيزارد وتيم بيجوت-سميث.

## انظر
- فيكتوريا وعبدول